# Clorocarbonato de etilo
El clorocarbonato de etilo  es el éster de etilo del ácido clorocarbónico. Es un reactivo  utilizado en síntesis orgánica para la introducción del carbamato de etilo  como grupo protector y para la formación de anhídridos carboxílicos en técnicas diversas de cromatografía de gases para volver más volátiles a los aminoácidos.